# Hemiceras lotula
Hemiceras lotula är en fjärilsart som beskrevs av Achille Guenée 1852. Hemiceras lotula ingår i släktet Hemiceras och familjen tandspinnare. Inga underarter finns listade i Catalogue of Life.